# Греков Ігор Олександрович
Ігор Олександрович Греков (рос. Игорь Александрович Греков; нар. 25 липня 1939, Москва, РРФСР — пом. 6 січня 1977, Москва, РРФСР) — радянський футболіст, виступав на позиції нападника. Майстер спорту СРСР (1962). Чемпіон СРСР 1958 року.

## Життєпис
Вихованець клубу «Спартак» (Москва). Розпочав кар'єру в дублі «Спартака» в 1957 році. Перший матч за основний склад провів 9 вересня 1958 року, того ж дня відзначився й дебютним голом. За підсумками чемпіонату 1958 року завоював золоті медалі. Провівши в «Спартаку» 4 сезони, зіграв за клуб 30 матчів в чемпіонаті СРСР, відзначився 3 голами. Тричі був замінений, п'ять разів виходив на заміну. За дубль московського «Спартака» зіграв 35 матчів, в яких забив 15 м'ячів.
У 1961 році перейшов у ЦСКА, де також провів чотири сезони. У складі армійців завоював бронзові медалі чемпіонату СРСР 1964 року. У 1965 році перейшов у луганську «Зорю» на запрошення тодішнього головного тренера української команди К.І. Бєскова. У складі луганського клубу виграв 1965 року турнір дублерів другої групи класу «А», а в наступному році став переможцем другої групи класу «А». У 1967 році перейшов у «Сатурн» з Раменського, а в 1969 році грав за «Автомобіліст» (Кзил-Орда), після чого завершив кар'єру футболіста.
Помер в Москві 6 січня 1977 року в віці 37 років.

## Статистика виступів
Дані по матчах і забитим м'ячам у турнірі дублерів неповні.
| Клуб                 | Сезон             | Ліга  | Ліга | Кубок | Кубок | Єврокубки | Єврокубки | Інші  | Інші | Загалом | Загалом |
| Клуб                 | Сезон             | Матчі | Голи | Матчі | Голи  | Матчі     | Голи      | Матчі | Голи | Матчі   | Голи    |
| -------------------- | ----------------- | ----- | ---- | ----- | ----- | --------- | --------- | ----- | ---- | ------- | ------- |
| «Спартак» (Москва)   | 1957              | 0     | 0    | 0     | 0     | 0         | 0         | 3     | 1    | 3       | 1       |
| «Спартак» (Москва)   | 1958              | 2     | 1    | 0     | 0     | 0         | 0         | 12    | 11   | 14      | 12      |
| «Спартак» (Москва)   | 1959              | 8     | 0    | 0     | 0     | 0         | 0         | 17    | 1    | 25      | 1       |
| «Спартак» (Москва)   | 1960              | 20    | 2    | 0     | 0     | 0         | 0         | 3     | 2    | 23      | 4       |
| «Спартак» (Москва)   | Загалом           | 30    | 3    | 0     | 0     | 0         | 0         | 35    | 15   | 65      | 18      |
| ЦСКА (Москва)        | 1961              | 3     | 0    | 0     | 0     | 0         | 0         | 2     | 0    | 5       | 2       |
| ЦСКА (Москва)        | 1962              | 14    | 2    | 1     | 0     | 0         | 0         | 9     | 2    | 24      | 4       |
| ЦСКА (Москва)        | 1963              | 25    | 5    | 1     | 0     | 0         | 0         | 0     | 0    | 26      | 6       |
| ЦСКА (Москва)        | 1964              | 11    | 1    | 1     | 0     | 0         | 0         | 11    | 1    | 23      | 2       |
| ЦСКА (Москва)        | Загалом           | 53    | 8    | 3     | 0     | 0         | 0         | 22    | 3    | 78      | 11      |
| «Зоря» (Луганськ)    | 1965              | 35    | 8    | 1     | 0     | 0         | 0         | 15    | 7    | 51      | 15      |
| «Зоря» (Луганськ)    | 1966              | 16    | 2    | 0     | 0     | 0         | 0         | 0     | 0    | 16      | 2       |
| «Зоря» (Луганськ)    | Загалом           | 51    | 10   | 0     | 0     | 0         | 0         | 15    | 7    | 66      | 17      |
| «Сатурн» (Раменське) | 1967              | -     | -    | -     | -     | -         | -         | -     | -    | -       | -       |
| «Сатурн» (Раменське) | Загалом           | -     | -    | -     | -     | -         | -         | -     | -    | -       | -       |
| Усього за кар'єру    | Усього за кар'єру | 133   | 21   | 4     | 0     | 0         | 0         | 72    | 25   | 209     | 46      |

1. ↑  Інформація про матчі та голи за клуб в різних лігах чемпіонату СРСР
2. ↑  Інформація про матчі та голи за клуб в розіграші Кубку СРСР
3. ↑  Інформація про матчі та голи за клуб в розіграші Кубку володарів кубків.
4. ↑  Інформація про матчі та голи за клуб в турнірі дублерів.

## Досягнення
- Вища ліга СРСР
  -  Чемпіон (1): 1958
  -  Бронзовий призер (1): 1964

- Друга група Класу «А»
  -  Чемпіон (1): 1966

- Друга група Класу «А» (першість дублерів)
  -  Чемпіон (1): 1965